# Liste der Ehrenbürger von Münchberg
Die Ehrenbürgerwürde ist die höchste kommunale Auszeichnung der Stadt Münchberg. Rechtliche Grundlage für die Verleihung ist seit dem 1. Juni 1965 die Satzung der Stadt Münchberg über Auszeichnungen.
Ehrenbürger werden bei repräsentativen Veranstaltungen der Stadt als Ehrengäste eingeladen. Bei einer unverschuldeten wirtschaftlichen Notlage kann der Stadtrat einmalig oder fortlaufend einen Ehrensold bewilligen, dessen Höhe in seinem Ermessen liegt. Ehrenbürger haben das Recht auf Eintragung in das Goldene Buch der Stadt. Beim Ableben nimmt die Stadt an der Beisetzung in ehrenvoller Weise teil. Neben der Ehrenbürgerschaft verleiht die Stadt eine Bürgermedaille in zwei Stufen.
Seit 1877 wurden folgende Personen zu Ehrenbürgern ernannt.
Hinweis: Die Auflistung erfolgt chronologisch nach Datum der Zuerkennung. Sie ist nach 1964 vermutlich nicht mehr vollständig.

## Die Ehrenbürger der Stadt Münchberg
1. Georg Hager (* 22. April 1813 in Oppenroth; † 1903 in Bamberg)
Oberlehrer
Verleihung am 8. März 1877
Hager wurde in Anerkennung seiner langjährigen erfolgreichen Tätigkeit an der Volksschule und seines Wirkens zum Wohl der Allgemeinheit ausgezeichnet.
2. Peter Gack (* 1806 in Wernstein; † 6. Dezember 1885 in Naila)
Oberlehrer, Kantor
Verleihung am 8. März 1877
Gack wurde ebenfalls in Anerkennung seiner langjährigen erfolgreichen Tätigkeit an der Volksschule und seines Wirkens zum Wohl der Allgemeinheit ausgezeichnet.

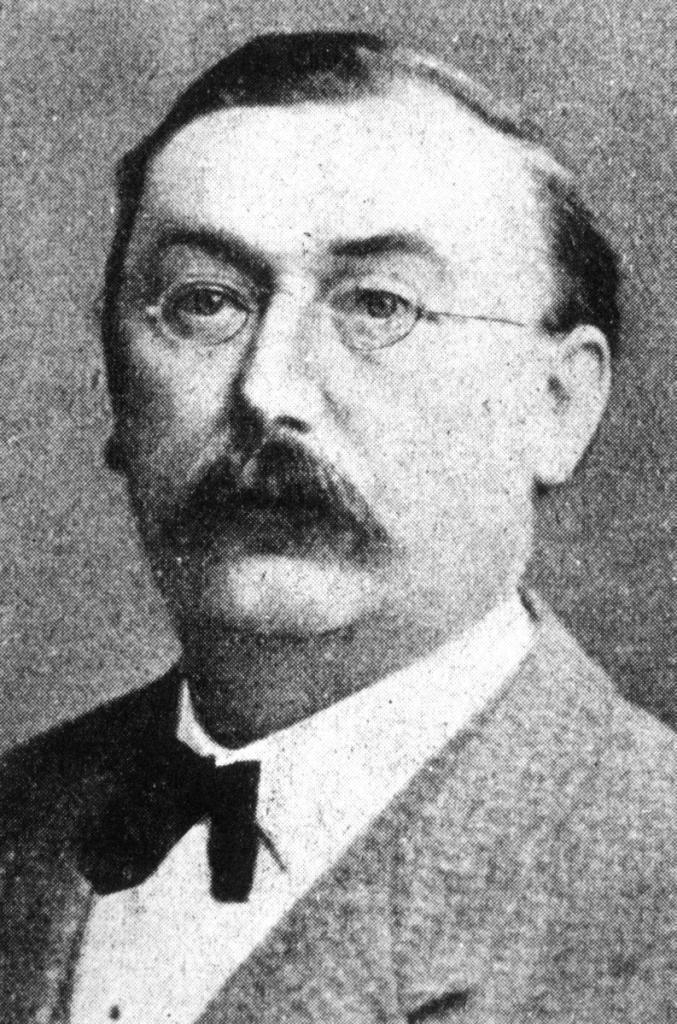
Ludwig Zapf
3. Ludwig Zapf (* 16. Dezember 1829 in Münchberg; † 25. August 1904 in Bayreuth)
Stadtsekretär
Verleihung am 21. März 1893
Zapf wurde anlässlich seines 25-jährigen Dienstjubiläums zum Ehrenbürger ernannt. Er veröffentlichte zahlreiche Bücher, war Redakteur der örtlichen Tageszeitung, Verfasser zahlreicher prähistorischer, heimatkundlicher Beiträge und weit bekannter Heimatforscher. In den 1920er Jahren wurde eine Straße nach ihm benannt.
4. Fritz Schoedel (* 22. Dezember 1886 in Münchberg; † 8. Januar 1966 in Daisendorf)
Fabrikdirektor
Verleihung am 14. Dezember 1961
Schödel war lange Jahre Direktor der Fa. Friedrich Schoedel AG. Anlässlich der Vollendung seines 75. Lebensjahres wurde ihm in Würdigung seiner bedeutenden wirtschaftlichen Verdienste um die Entwicklung der Stadt und sein vielseitiges öffentliches und soziales Wirken die Ehrenbürgerschaft zuerkannt. Er war von 1910 bis 1926 Mitglied des Gemeinderats.
5. Richard Hofmann (* 29. August 1880 in Münchberg; † 30. März 1966 in Münchberg)
Privatier
Verleihung am 21. Juni 1963
Die Stadt verdankte Hofmann die Schenkung von vier wertvollen Grundstücken für die Errichtung eines Altenheims.
6. Max Specht (* 15. Januar 1891 in Münchberg; † 18. Januar 1971)
Bürgermeister
Verleihung am 23. April 1964
Specht war von 1945 bis 1964 Bürgermeister in Münchberg. Er leistete nach 1945 ein großzügiges Aufbauwerk. Sein Name ist eng mit der Geschichte Münchbergs verbunden.

## Quelle
- Karlheinz Spielmann: Ehrenbürger und Ehrungen in der Bundesrepublik. 1965